# Bill Peet
William Bartlett "Bill" Peet (Grandview, 29 de janeiro de 1915 — Studio City, 11 de maio de 2002) foi um ilustrador de livros infantis norte-americano, e também escritor e animador de histórias para o Walt Disney Animation Studios.